# Twine
Twine (draai) is de vijfde compositie die de Fin Magnus Lindberg componeerde voor de piano, zijn eigen instrument.
Deze compositie, voltooid op 8 mei 1988, staat binnen zijn oeuvre voor piano een beetje op zich. Zijn vorig werk voor piano, Play I, was van negen jaar eerder; zijn volgend werk, Jubilees, zou pas twaalf jaar later volgen. Twine is tevens de herstart van zijn carrière als componist. In 1986 en 1987 had Lindberg een bijna-sabbatical voor wat betreft componeren; hij was herstellende van een ziekte opgedaan tijdens een verblijf in Indonesië en zat op een dood punt en bekeek in die periode hoe het verder moest met zijn combinatiestijl van serialisme en spectrale muziek. Vandaar waarschijnlijk de titel.
Qua stijl greep hij deels terug naar zijn Pianostuk, maar hanteerde de stijlvorm weer minder rigide. Lindberg schrijft volgens Ralph van Raat bij zijn opname in dit stuk het gebruik van de middenpedaal voor. Het zorgt er in dit geval voor dat een akkoord nog enkele tellen doorklinkt terwijl de pianist alweer elders op de toetsen bezig is. De aangehouden noten dienen als ophanging van de melodielijn die verdergaat. Wat verder opvalt aan het werk is een fragment waar de pianist zich geheel mag uitleven in een beperkt deel van het middenregister van de piano, even later gevolgd door een serie tonen in het lage register, waarin af en toe een noot naar boven of beneden uitbreekt. Naar het eind gaat de toonhoogte van het werk weer omhoog.
Tuija Hakkila gaf de première in Bremen.

## Discografie
- Opname Naxos; Ralph van Raat en Maarten van Veen; opname 6 en 7 oktober 2007; Amsterdam.